# Port de Gennevilliers (metropolitana di Parigi)
Port de Gennevilliers è una stazione futura della Metropolitana di Parigi, sulla linea 13.

## La stazione
Come dice il nome, la stazione si troverà nella Port de Gennevilliers, assicurando una corrispondenza con il bus.
Per ora è solo un progetto.